# یینا (لوئیزیانا)
یینا (به انگلیسی: Jena) شهری در ایالت لوئیزیانا کشور ایالات متحده آمریکا است که جمعیت آن در سرشماری سال ۲۰۱۰ میلادی، ۳٬۳۹۸ نفر بوده‌است.